# Державна судова рада (Хорватія)
Держа́вна судова́ ра́да Респу́бліки Хорва́тії (хорв. Državno sudbeno vijeće Republike Hrvatske) — національна рада суддів Хорватії, автономний і незалежний орган, який забезпечує самостійність і незалежність судової влади в країні.

## Склад Ради
Рада налічує одинадцять членів: сім суддів, два університетські професори права та два депутати парламенту, один із яких від опозиції. 
У члени Ради з числа суддів входять:
- два судді Верховного Суду Хорватії,
- два судді окружного (районного) суду,
- два судді муніципального суду,
- один суддя спеціалізованого суду.

Таким чином, обрані серед суддів сім членів Ради становлять її більшість (як того вимагає Конституція Хорватії), при цьому забезпечуючи представництво всіх судів Республіки Хорватія з урахуванням їх типу і ступеня. Кандидатів пропонує парламенту розширене пленарне засідання хорватського Верховного суду. Голови судів обиратися членами Ради не можуть. 
Кандидатів із числа професорів правничих наук визначають на засіданні деканів юридичних факультетів, а кандидатів з адвокатського середовища висувають на основі пропозицій Зборів хорватської адвокатської контори.
Членами Ради не можуть бути обрані ні представники законодавчої чи виконавчої влади, ні представники інших державних органів, об'єднань громадян тощо.
Члени Державної судової ради обираються строком на чотири роки, причому членом Ради ніхто не може бути більш, ніж двічі поспіль. Вступаючи на посаду, члени Ради складають присягу. В ході таємного голосування вони обирають більшістю голосів голову Державної судової ради на дворічний строк. 
Голова і члени Ради мають імунітет. Це означає, що вони не повинні нести відповідальність за висловлену думку чи голосування в Раді або що проти них не можуть порушувати кримінальні справи без згоди Ради.
Припинення обов'язків члена Державної судової ради настає із закінченням строку дії мандата або в таких випадках: якщо його звільнено через нічим не виправдане невиконання чи неналежне виконання обов'язків; якщо його призначено головою суду; у разі тривалої нездатності займати свою посаду; якщо його засуджено до позбавлення волі; у випадку отримання громадянства іншої держави; за власним бажанням. 

## Коло завдань і порядок роботи
Сфера діяльності Ради включає:
- призначення суддів;
- призначення і звільнення з посади голів судів;
- переведення суддів;
- дисциплінарне провадження та прийняття рішень про дисциплінарну відповідальність суддів;
- ухвалення рішень про звільнення суддів;
- участь у підготовці та підвищенні кваліфікації суддів і співробітників судових органів;
- здійснення процедури реєстрації кандидатів у Державну школу працівників юстиції та порядку складення підсумкового іспиту;
- вироблення методології оцінювання суддів;
- ведення обліку суддів;
- управління та контроль майнових декларацій суддів.

Рішення Рада ухвалює на сесії, яку скликає голова, у виняткових випадках — за пропозицією не менш ніж п'ятьох членів. Порядок роботи визначає регламент.

## Процедура призначення суддів
Про вакантне місце судді оголошує Міністерство юстиції за службовим обов'язком або на пропозицію голови суду, для якого призначається суддя, голови наступного за вищістю суду або голови Верховного суду. Оголошення публікується в Офіційному віснику. Міністерство юстиції зажадає думки про всіх кандидатів від компетентної суддівської ради. Після збору думок Міністерство юстиції надасть Раді список кандидатів, які відповідають умовам зайняття посади судді. Державна судова рада у процесі призначення повинна також отримати висновок компетентного комітету парламенту Хорватії.
При вступі на посаду суддя складає присягу перед членами Ради.

## Дисциплінарне провадження
Суддя несе відповідальність за вчинені дисциплінарні порушення, які включають:
- зловживання становищем або перевищення службових повноважень;
- безпідставне невиконання або неналежне виконання обов'язків судді;
- здійснення служби, справ або діяльності, несумісних із посадою судді;
- внесення розладу в роботу суду, який істотно впливає на діяльність судової влади;
- недотримання державної таємниці, пов'язаної з роботою на посаді судді;
- завдавання шкоди репутації суду або суддівської посади будь-яким іншим чином.

Дисциплінарне провадження щодо правопорушення, передбаченого частиною 2 пункту 2 цієї статті буде порушено, особливо якщо суддя без поважних причин не розглядає і не виносить судові рішення у встановлений законом строк, якщо суддівська рада оцінила його роботу негативно або якщо без поважних причин кількість рішень, прийнятих ним протягом одного року, помітно нижча за середню. 
За вчинені дисциплінарні правопорушення можуть бути накладені такі дисциплінарні стягнення:
- догана;
- штраф до однієї третини від платні, заробленої у попередньому місяці, на строк не більш ніж шість місяців;
- звільнення з посади.

У випадку дисциплінарного розгляду у першій інстанції Рада ухвалює рішення більшістю голосів від загальної кількості членів.
Вимогу про порушення дисциплінарного провадження проти суддів, яких небезпідставно підозрюють у скоєнні дисциплінарного проступку, висуває голова суду, в якому той обіймає посаду судді. Вимогу про порушення провадження за вчинення дисциплінарного проступку може висунути і голова наступного за вищістю суду, Голова Верховного суду Хорватії, суддівська рада та міністр юстиції.
Судді, проти якого порушено дисциплінарне провадження, надається право захищати себе особисто або через адвоката. Рішення Ради суддя має право оскаржити в Конституційному суді.

## Процедура звільнення судді
Рада звільняє суддю:
- якщо він подає відповідну заяву;
- у разі тривалої нездатності виконувати обов'язки судді;
- у разі засудження за скоєння злочину, що робить його негідним обіймати посаду судді.